# Masaris gussakovskii
Masaris gussakovskii är en stekelart som beskrevs av Kostylev 1935. Masaris gussakovskii ingår i släktet Masaris och familjen Masaridae. Inga underarter finns listade i Catalogue of Life.